# Oratorio di San Sebastiano (Rossiglione, Rossiglione Superiore)
L'oratorio di San Sebastiano è un luogo di culto cattolico situato nella borgata di Rossiglione Superiore, in piazza Monsignor Stefano Ferrando, nel comune di Rossiglione nella città metropolitana di Genova.

## Storia e descrizione

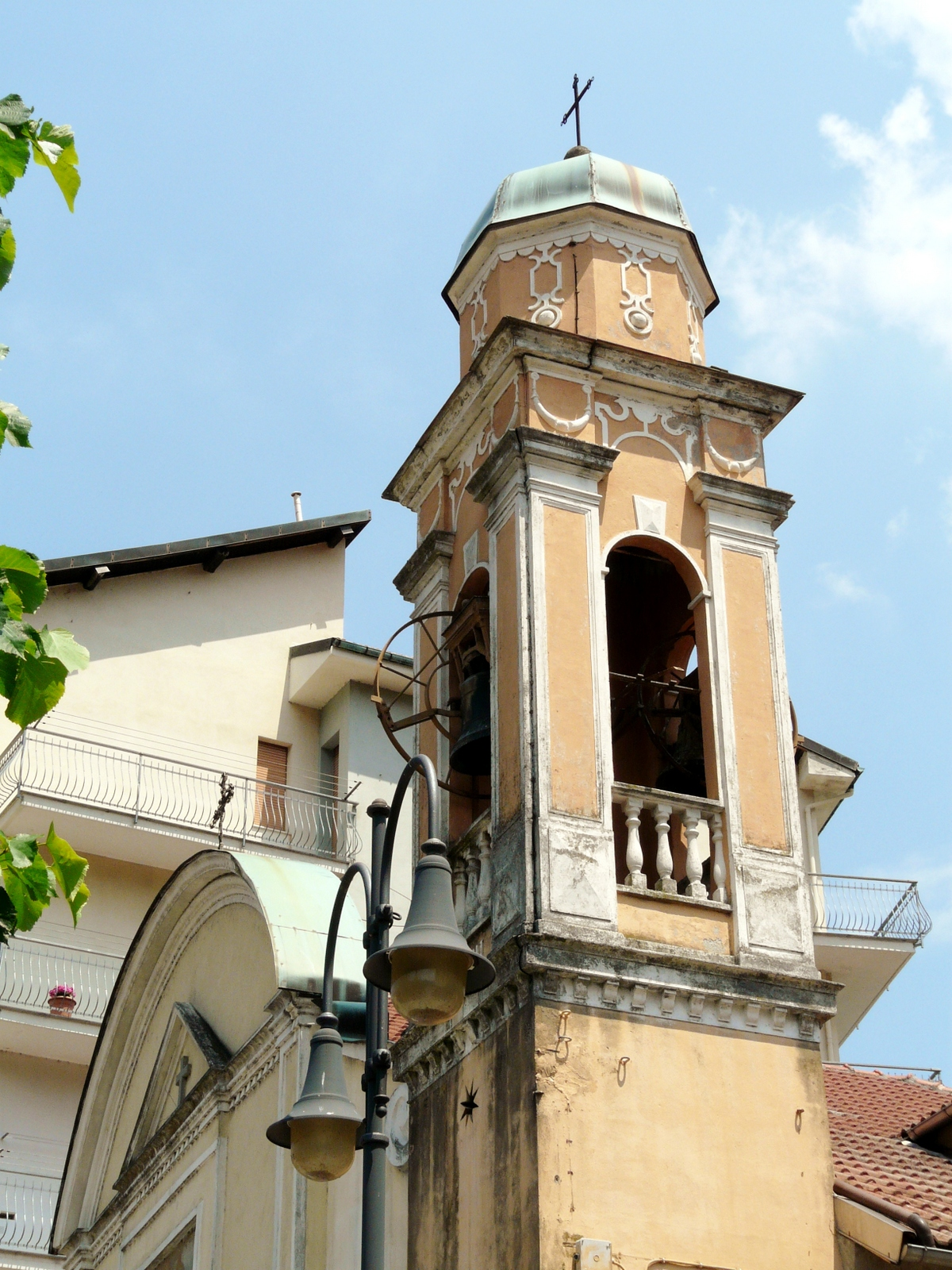
Particolare del campanile

Sito adiacente alla piazza Mons. Ferrando, così come per altri edifici di Rossiglione, anche dell'oratorio di San Sebastiano non si conosce con esattezza la reale data di fondazione a causa dello smarrimento dei documenti storici. Tuttavia si ipotizza che la locale confraternita abbia seguito di pari passo l'omonimo ordine di Rossiglione Inferiore, pertanto la datazione potrebbe essere risalente al XV secolo.
La struttura originaria dell'edificio era costituita dalla sola navata centrale, in seguito è stata realizzata quella di destra e intorno al 1930 quella di sinistra.
All'interno è presente una statua lignea del santo in pessime condizioni conservative. Un'altra statua lignea di San Sebastiano, restaurata dalla Soprintendenza, è ora conservata nella chiesa parrocchiale.